# New York Film Critics Circle Awards 1945
L'11ª edizione della cerimonia dei New York Film Critics Circle Awards, annunciata il 1º gennaio 1946,  ha premiato i migliori film usciti nel corso del 1945.

## Vincitori

### Miglior film
- Giorni perduti (The Lost Weekend), regia di Billy Wilder

### Miglior regista
- Billy Wilder - Giorni perduti (The Lost Weekend)

### Miglior attore protagonista
- Ray Milland - Giorni perduti (The Lost Weekend)

### Miglior attrice protagonista
- Ingrid Bergman - Io ti salverò (Spellbound) e Le campane di Santa Maria (The Bells of St. Mary's)

### Menzione speciale
- La vera gloria (The True Glory), regia di Garson Kanin e Carol Reed
- La grande combattente (The Fighting Lady), regia di Edward Steichen e William Wyler